# میارگیریت
میارگیریت (Miargyrite) با فرمول شیمیایی AgSbS۲ از مجموعه کانی‌هاست و سولفید نقره و آنتیموان می‌باشد. این کانی معمولاً به رنگ قرمز گیلاسی است.
از دیگر خاصیت‌های آن می‌توان به حل شدن در اسید نیتریک غلیظ، و ذوب‌شدنِ آسان اشاره کرد.

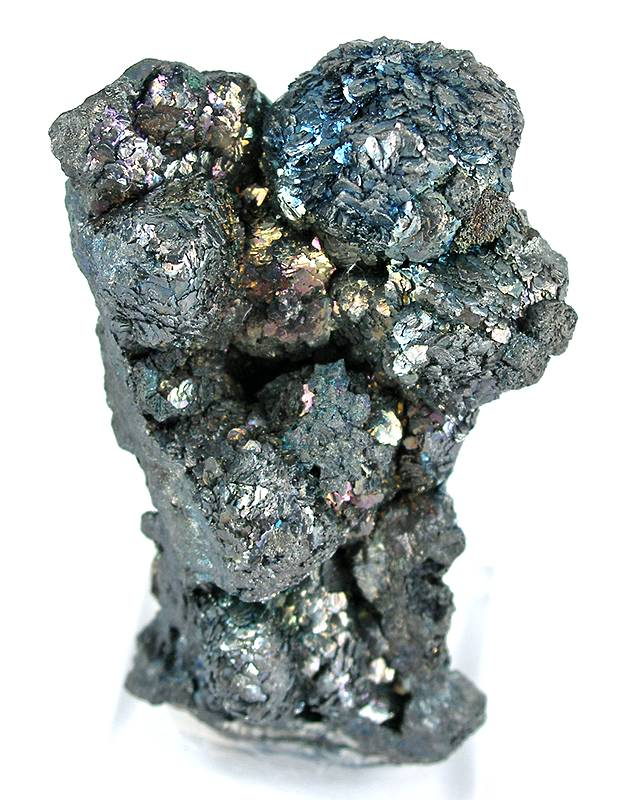
میارگیریت پیدا شده در معدنی در پرو. سایز: 6.1 در 4.2 در 2.7 cm

## منبع
- مشارکت‌کنندگان ویکی‌پدیا. «Miargyrite». در دانشنامهٔ ویکی‌پدیای ، بازبینی‌شده در ۱ مهر ۱۳۹۲.
- پایگاه ملی داده‌های علوم زمین کشور
- پردیس کشاورزی ایران